# Club Mariscal Castilla
Maillots
Le Club Mariscal Castilla est un ancien club péruvien de football basé à Lima.

## Histoire
Le Club Mariscal Castilla est fondé dans le district liménien de Rímac en 1950, en hommage à Ramón Castilla, caudillo du XIXe siècle et grand maréchal du Pérou. 
Sept ans plus tard, il s'octroie le championnat de 2e division ce qui lui permet de jouer en 1re division en 1958. Pour sa première saison au sein de l'élite, le Mariscal Castilla termine à la 3e place, un résultat inespéré pour un club promu. En 1959, il s'attache les services de Valeriano López, redoutable buteur péruvien des années 1950. Mais c'est un autre joueur, révélé par le club Verdolaga, qui fera parler de lui : Alberto Gallardo (ce dernier brillerait par la suite au sein du Sporting Cristal). 
Après trois saisons consécutives en D1, le Mariscal Castilla finit par être relégué à l'issue de la saison 1960. Il disparaît en 1967 lorsqu'il vend sa licence au Seguro Social.

## Résultats sportifs

### Palmarès
| Compétitions nationales                            | Compétitions régionales                          |
| - Championnat du Pérou D2 (1) : - Champion : 1957. | - Liga de Lima (2) : - Vainqueur : 1955 et 1956. |

### Bilan et records
- Saisons au sein du championnat du Pérou : 3 (1958-1960).
- Saisons au sein du championnat du Pérou D2 : 2 (1957 / 1961).

## Personnalités historiques du Mariscal Castilla

### Joueurs

#### Grands noms
- Alberto Gallardo
- Valeriano López

### Entraîneurs marquants
- Enrique Perales (1957)
- Pedro Valdivieso (es), champion du Pérou D2 en 1957.
- Juan Bulnes Pérez (1958)
- Julio César Manisse (1958)
- Pedro Valdivieso (1959)
- Luis López (1960)